# Monasterio de Santa María Madre de la Gracia
El Monasterio de Santa María Madre de la Gracia (en inglés: Monastery of Mary, Mother of Grace) es un convento mantenido por las Carmelitas Descalzas de la Iglesia católica. Fue Fundada en 1936 por los New Orleans Carmels, el monasterio se encuentra en Lafayette , Luisiana dentro de la Diócesis de Lafayette al sur de Estados Unidos .
El monasterio cubre 11 acres ( 45.000 m² ) que incluyen un jardín orgánico, árboles frutales, y una variedad de plantas y arbustos que contribuyen al ambiente de paz y meditación del monasterio. 
Las Monjas en María, Madre de la Gracia, rezan varias veces al día, y asisten a la misa diariamente. Observan estricto silencio ç, excepto en ciertos momentos , como durante la misa , cuando las monjas cantan himnos ç. Cuando no están orando, las monjas comparten tareas de trabajo, desde la jardinería hasta la limpieza para contestar la correspondencia de todo el mundo . Las monjas no salen del monasterio , excepto por razones especiales.